# Slow Management

Le Slow Management est un ensemble de pratiques managériales alternatives destinées à créer des environnements coopératifs, stables et durables privilégiant l’épanouissement humain. Ce concept est né [Quand ?] d’un parallèle avec l’écogastronomie, mouvement international fondé en réaction à l’émergence de la restauration rapide.

## Une réaction au management dominant

### Les dérives du «Fast Management» dans l’entreprise
L’observation préliminaire à la création du Slow Management se fait dans la constatation de la prédominance d’un mode de management qui peut être qualifié de « Fast Management ». Ce management poursuit le toujours plus et le toujours plus vite, favorise l’individualisme et ne se préoccupe pas de son environnement.
Le fondement de ce type de management est notamment le Taylorisme, qui fait primer la productivité et considère les hommes comme des ressources égales aux machines. Dans la logique du Fast Management, si les conditions de travail s’améliorent par exemple, c’est uniquement parce que cela permet des gains supplémentaires. 
En dehors des exemples de l’industrie du début du XXe siècle, le Fast Management actuel est un mode de gestion qui crée un manque de valorisation, d’autonomie et de participation des travailleurs, et qui par cela est en lien avec les problématiques de souffrance au travail et de démotivation.

### Une situation de crise économique, morale et écologique
Au delà d’observations microéconomiques, le Fast Management est vu comme ayant une implication globale sur la situation actuelle, notamment en opposant économie et écologie. La régulation par les marchés entraîne une utilisation irresponsable des ressources, le consumérisme génère un dépassement constant de la simple satisfaction des besoins humains, et la quantité prime sur la qualité. 
Ce Fast Management serait à l’origine d’un monde dont la croissance semble pouvoir s’accroître sans fin avec l’obsolescence programmée et la création de désirs illimitée.

## Les principes duSlow Management

### La philosophie
Face aux dérives et aux conséquences de nos modes de fonctionnement actuels, les changements de comportements et de pratiques évoluent vers des concepts de plus en plus répandus tels que le développement durable, les engagements éthiques ou la responsabilité sociale des entreprises. Le Slow Management veut lui englober tous ces concepts en redéfinissant une base de fonctionnement et en dépassant le modèle dominant, c’est un changement complet d’approche. Il peut être associé au développement actuel d’une philosophie de la lenteur, notamment popularisé par Carl Honoré mais également par une approche tournée vers l’humain, nommée MBWA (Managing By Walking Around, en français management baladeur) qui consiste à déambuler de manière spontanée dans l’entreprise pour aller au plus proche des équipes. La naissance du concept de Slow Management peut être identifiée en 2004 dans un ouvrage de Heike Bruch et Sumantra Ghoshal (en). Cette gestion consiste uniquement à l’origine en la réduction, la hiérarchisation et l’organisation des demandes des différents acteurs de l’entreprise afin de choisir d’y répondre ou non et de créer par la suite un espace pour les tâches les plus importantes.
Généralement, le Slow Management est considéré comme une gestion centrée vers le bien-être, l’écologie au sens large et l’épanouissement.  Malgré la notion de management, le Slow Management peut être considéré par certains comme une notion transversale qui redéfinit divers cadres de la société (écogastronomie, Slow Production, Slow Media…).

### Son application
Le Slow Management, au sens management pur, se fonde d’abord sur la revalorisation des individus au sein de l’entreprise, donner la possibilité à chacun de s’exprimer et de coopérer au sein de la communauté, et ainsi créer du bien-être.
Son application plus large peut en faire une écologie socio-économique, qui privilégie les activités à petite échelle, le respect de l’humain et de la nature, les rapports de confiance et la durabilité
Il s’agit de faire primer le qualitatif sur le quantitatif dans tous les champs d’application possibles.
Le Slow Management peut être associé à divers mouvements alternatifs naissants tels que les Décroissants, les Locavores, le Management équitable ou la consommation collaborative.